# West Potter (Dakota del Sur)
West Potter es un territorio no organizado ubicado en el condado de Potter en el estado estadounidense de Dakota del Sur. En el Censo de 2010 tenía una población de 208 habitantes y una densidad poblacional de 0,25 personas por km².

## Geografía
West Potter se encuentra ubicado en las coordenadas 45°3′28″N 100°11′57″O / 45.05778, -100.19917. Según la Oficina del Censo de los Estados Unidos, West Potter tiene una superficie total de 838.25 km², de la cual 756.46 km² corresponden a tierra firme y (9.76%) 81.78 km² es agua.

## Demografía
Según el censo de 2010, había 208 personas residiendo en West Potter. La densidad de población era de 0,25 hab./km². De los 208 habitantes, West Potter estaba compuesto por el 97.12% blancos, el 0% eran afroamericanos, el 1.44% eran amerindios, el 0% eran asiáticos, el 0% eran isleños del Pacífico, el 0% eran de otras razas y el 1.44% pertenecían a dos o más razas. Del total de la población el 0% eran hispanos o latinos de cualquier raza.